# Jaime Murrell
Jaime Murrell (Ciudad de Panamá, 31 de octubre de 1949 - Miami, Florida; 4 de febrero de 2021) fue un cantautor panameño de música cristiana evangélica. Fue también un talento nacional de música secular durante la década de los 70's habiendo cantado pistas para un grupo llamado The Mozambiques.
Fue nominado en el 2001 en la categoría de Mejor álbum latino (Prometo Amarte) en los Dove Awards y en 2004, en la categoría de Mejor cantante masculino en los Premios Arpa.

## Biografía
El 31 de octubre de 1949 nace en Panamá el cantautor Jaime Murrell. Es el séptimo de trece hijos y creció cantando en el coro de la iglesia de su pueblo en Panamá. Su interés musical viene desde su niñez y a los 18 años de edad ganó un concurso de canto que le abrió las puertas para cantar por un año en la televisión, comenzando así su carrera profesional.

## Carrera artística
Formó parte del grupo “Skorpio” y "Los Mozambiques", luego como solista, adquiriendo fama y llegando a ocupar las primeras posiciones de la radio panameña. Para el año 1970, durante 5 años fue el vocalista de una reconocida banda llamada “Skorpio” con las cuales grabó varios éxitos musicales para esa época.
Aun cuando llegó a la cima de su carrera profesional, comenzó a experimentar insatisfacción personal, razones que lo llevaron a encontrarse con Jesús a la edad de 28 años.
Para el año 1979, Jaime Murrell se convierte en el vocalista del grupo cristiano “Kyrios” con el cual grabó muchos temas. Se dedicaba a evangelizar en las calles, gimnasios, colegios y en los lugares donde antes había cantado música popular, porque en ese tiempo no le permitían cantar en su propia iglesia, entonces tomó la decisión de ir y cantar a lugares públicos. De este grupo Kyrios, nace un tema compuesto por el mismo Jaime, el cual fue titulado “Entrégale tu vida a Cristo”. Por una nueva razón para vivir y con una nueva canción Jaime comienza escribir su propia historia involucrados en la música de su iglesia y grabando su segundo álbum en el que aparece con una foto familiar en la portada y un canal de televisión lo invitó a participar en una serie de programas a finales de la década de los 70.
Para el año 1981, Jaime Murrell comienza a pastorear en la iglesia Catedral del Pueblo en la ciudad de Miami, cambiando el rumbo de su vida, y ministerio desde entonces Murrell se traslada con su familia de Panamá a Estados Unidos. Jaime pastoreó durante 13 años siendo esto la plataforma que lo prepara para su lanzamiento como cantante y ministro internacional.
Después de 10 años como pastor, regresa a un estudio de grabación al lado de Marcos Witt en 1993 para grabar el exitoso álbum Grandes Son Tus Maravillas y este es el comienzo de su gran trayectoria discográfica. Un poco tiempo después, grabó el proyecto Cristo Reina que fue su primer proyecto como director de Alabanza único en una grabación- Ese mismo año llegó Te pido la paz, canción que recibió grandes elogios y reconocimientos en Premios AMCL, ganando las categorías de Canción del Año, Álbum del año y Composición del año. En 1997, grabó con el sello Vida el proyecto “Déjame que te alabe”, grabado en El Paso, Texas.
Jaime Murrell participó además en la grabación de “Preparad el camino”, de Marcos Witt, una producción en vivo grabada en Jerusalén a finales de 1997. El año siguiente, en Torreón, México, Jaime grabó el proyecto “Quiero alabar”, y su versión en inglés, “I want to Praise”, fue grabada en inglés en Lusaka, Zambia (África). En 1998 grabó con Editorial Vida, el proyecto "Déjame que te alabe".
En el año 2000, salió su primera grabación como solista llamada Prometo amarte, que en el 2001 estuvo nominado para Premio Dove como Mejor álbum latino del año juntamente con otros adoradores.
En el 2002, en la Ciudad de México grabó en vivo en el Teatro Metropolitana, las canciones que lo han llevado a ser conocido por todo el mundo. Este disco fue grabado en el marco de la celebración de sus 25 años de ministerio. Esta grabación contó con la participación especial de Ingrid Rosario y el conocido violinista hondureño Héctor David. En el año 2003, la canción «Quiero más de ti» forma parte del álbum Una vida con propósito, (Libro Una Vida Con Propósito de Rick Warren) y graba un videoclip dirigido por el director Boris Dedenev. Además, se grabó en Rusia el video de «Quiero más de ti». Y en el mismo año 2004, Jaime fue nominado los Premios Arpa como Mejor álbum de cantante masculino.
En el 2005, Jaime hace una recopilación de las canciones que fueron grabadas en otros proyectos de diferentes salmistas, la cual llamó Para mis amigos y lanza su sello musical “Murrell Music”. Y con Codiscos en el mes de octubre de 2005, lanza otro proyecto de Alabanza y Adoración llamada "Da la mano", así como las pistas del disco "25 años de ministerio".
En el 2008, graba desde la Ciudad de México Al Que Venció, disco que contó con la participación de su banda con quienes trabaja desde hace 10 años: Magdiel Salmerón (piano), Rosendo Pérez (guitarra), Daniel Calderón (bajo) e Israel Robles (batería).
En el 2012, después de una gira realizada en Venezuela, Jaime Murrell decidió grabar un concierto especial en ese país. Esto fue previo al lanzamiento del Álbum “Más allá del Corazón”, el cual fue lanzado al siguiente año 2013. Recientemente bajo la dirección de Mauricio Benítez un conocido director de cine ecuatoriano, Jaime Murrell grabó 2 videoclip titulados Soy deudor y Yo me entrego, estos videos clip fueron grabados en Ecuador, Panamá y Curazao.

## Fallecimiento
Falleció el 4 de febrero de 2021 a los 71 años de edad como consecuencia de un infarto agudo de miocardio derivado de la enfermedad por la pandemia de COVID-19. El cantante cristiano evangélico Jaime Murrell murió por complicaciones derivadas del coronavirus, informó su esposa Verna Murrell en un comunicado.
Verna Murrell expresó que Jaime fue un hombre y un esposo ejemplar. "Jaime fue un esposo ejemplar, un buen padre, un amigo genuino, un buen hijo, buen yerno y un apasionado por seguir los pasos de Jesús. Siempre fue su meta que el carácter de Cristo fuese formado en él, buscaba hablar la verdad, amar a Dios y al prójimo. Sus mensajes y canciones es lo que siempre buscaban transmitir. Amar como Cristo nos amará siempre, fue su prioridad' “Jaime tenía varios proyectos, que este año se iban a compartir y ahora que no está entre nosotros, como su esposa creo que debemos continuar su legado", compartió Verna en el texto.

## Discografía
- Grandes Son Tus Maravillas (con Marcos Witt) (1993)
- Cristo Reina (1994)
- Te Pido La Paz (con 95 Norte) (1994)
- Eres Señor (1996)
- Déjame Que Te Alabe (1997)
- No Más Barreras (con Danilo Montero) (1998)
- Quiero Alabar (1998)
- Prometo Amarte (2000)
- 25 Años De Ministerio (2003)
- Da La Mano (2005)
- Para Mis Amigos (2005)
- Al Que Venció (2008)
- Más Allá del Corazón (2013)
- Lo Mejor de Jaime Murrell (2017)

## Premios y reconocimientos

### Premios Dove
- 2004: Álbum en español del año por Prometo Amarte (Nominado)

### Premios Arpa
- 2004: Mejor álbum de vocalista masculino por 25 años de ministerio (Nominado)

- 2007: Mejor álbum en vivo por 25 años de ministerio Edición Especial (Ganador)

### Premios AMCL
- 1993: Artista del año y Álbum del año por Grandes son tus maravillas con Marcos Witt[13]
- 1994: Artista del año, Compositor del año, Canción del año, Composición del año y Álbum del año por Te pido la paz [14]